# Casa del Sole (Curtatone)
La Casa del Sole è un'associazione ONLUS presente in Italia, nata nel 1966 con sede a San Silvestro di Curtatone (Mn).

## La fondazione
Venne fondata nel 1966 dall'insegnante e pedagogista Vittorina Gementi (1931-1989), con l'intento di offrire ai bambini difficili o disadattati un trattamento terapeutico ed educativo tale da permettere loro di apprendere norme di vita e nozioni tecniche e scientifiche, finalizzate al loro inserimento nella società. Cercò così di trovare una soluzione anche per i minori più indifesi e per i quali esistevano poche istituzioni.
Il vescovo di Mantova Antonio Poma mise a disposizione della Gementi un edificio di proprietà della curia, la "Villa dei vetri", costruita nel 1873-76 in stile tardo gotico, edificio che necessitava di un completo restauro, iniziato nel 1966 grazie ai fondi reperiti a Milano e con l'aiuto di molti anonimi benefattori. 
Il 5 ottobre 1966 partì l'inserimento dei bambini e del personale insegnante e l'inaugurazione avvenne la settimana dopo, con sezioni di scuola materna e scuola elementare. La struttura ospitava bambini cerebropatici, insufficienti mentali o con handicap sensoriali o fisici. A fine anno la Casa accoglieva già 68 alunni e 18 addetti. La struttura divenne sempre più importante e nel 1973 risultò frequentata da 330 bambini.
Papa Giovanni Paolo II, durante la sua visita pastorale a Mantova, il 23 giugno 1991 fece visita alla "Casa del Sole".